# Oberea nigerrima
Oberea nigerrima là một loài bọ cánh cứng trong họ Cerambycidae.